# アメックス協販
株式会社アメックス協販（アメックスきょうはん）は島根県に拠点を置く石州瓦の製造・販売などを行う会社である。産業再生機構から支援を受けた企業としては初の自己破産となった。なお、アメックスの略称を用いるアメリカン・エキスプレスとは関係ない。

## 沿革
- 1988年8月8日 - 「株式会社アメックス協販」設立。
- 2004年7月 - 売上げ低迷により産業再生機構による支援が決定
- 2006年
  - 12月 - 産業再生機構から山陰再生ファンドへ株譲渡が行われる
  - 12月20日 - 鶴弥と業務提携[1]。
- 2007年
  - 7月19日 - 子会社のカオリンと共に松江地方裁判所に自己破産を申請、負債総額は両社で約39億円[2]。
  - 7月30日 - 石央セラミックスグループの石央瓦販売が残された在庫を全て買い取ると発表